# Phespia cercerina
Phespia cercerina är en skalbaggsart som först beskrevs av Bates 1870.  Phespia cercerina ingår i släktet Phespia och familjen långhorningar. Inga underarter finns listade i Catalogue of Life.